# 科威特航空

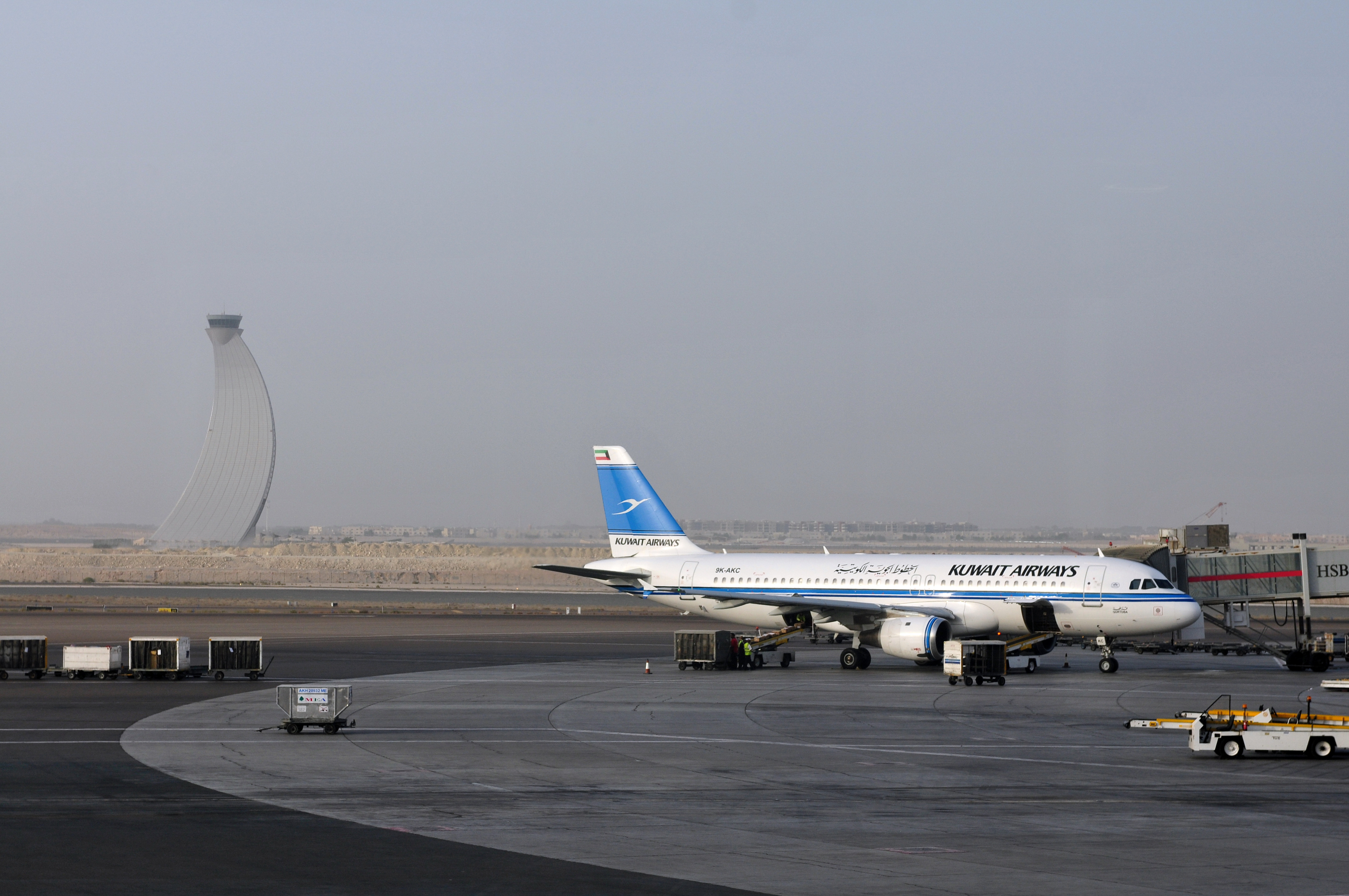
Airbus A320-212

科威特航空（阿拉伯语：‎；英語：Kuwait Airways），是科威特的國家航空公司，總部設在科威特城，以科威特国际机场为枢纽，经营中東、印度次大陸、歐洲、東南亞和美洲等地的航线。科威特航空是阿拉伯航空運輸組織的成员。

## 历史
科威特航空最初由两位科威特商人于1953年提出构想，并于1954年3月成立，以“科威特国家航空”的名称开始运营，早期的通航目的地较为有限，包括阿巴丹、贝鲁特、大马士革和耶路撒冷等。次年，公司遭遇经济困难，科威特政府收购了公司50%的股份，随即又加倍注资，使公司度过难关，并最终完全转变为国有。1958年，科威特国家航空更名为科威特航空，同时大幅更新了机队。
1962年，科威特航空首次引进喷气式飞机，租借了一架彗星－4C客机。公司的通航点也迅速增长，开通了飞往伦敦的定期航班。1968年，公司又引进三架波音707。
1978年，科威特航空引进两架波音747-200型客机，进入宽体时代。同时，航点网络进一步扩大，西至纽约、东至马尼拉。随后几年，机队又先后增添了波音727-200、空中客车A310、空中客车A300-600、波音767-200ER等型号的飞机。
海湾战争期间，科威特航空遭受重创，15架飞机被毁，未受损的飞机不得不撤离。科威特被占领期间，科威特航空的业务转场至巴林运营。战争结束后，科威特航空对机队进行大幅重组，并致力于航点网络的重建。

## 目的地
截至2011年12月，科威特航空通达26个国家的37个目的地。
| 科威特航空通航目的地 | 科威特航空通航目的地 | 科威特航空通航目的地                    | 科威特航空通航目的地 | 科威特航空通航目的地 |
| -------------------- | -------------------- | --------------------------------------- | -------------------- | -------------------- |
| 国家                 | 城市                 | 机场                                    | 机场代码             | 备注                 |
| 巴林                 | 麦纳麦、穆哈拉格     | 巴林国际机场                            | BAH                  |                      |
|                      | 达卡                 | 沙阿贾拉勒国际机场                      | DAC                  |                      |
| 中国                 | 廣州                 | 廣州白雲國際機場                        | CAN                  |                      |
| 埃及                 | 亞歷山卓             | 布尔季阿拉伯机场                        | HBE                  |                      |
| 埃及                 | 开罗                 | 开罗国际机场                            | CAI                  |                      |
| 埃及                 | 沙姆沙伊赫           | 沙姆沙伊赫国际机场                      | SSH                  |                      |
| 埃及                 | 索哈杰               | 索哈杰国际机场                          | HMB                  |                      |
| 法國                 | 巴黎                 | 巴黎－夏尔·戴高乐机场                   | CDG                  |                      |
| 德国                 | 法兰克福             | 法兰克福机场                            | FRA                  |                      |
| 印度                 | 金奈                 | 金奈国际机场                            | MAA                  |                      |
| 印度                 | 德里                 | 英迪拉·甘地国际机场                     | DEL                  |                      |
| 印度                 | 科钦                 | 科钦国际机场                            | COK                  |                      |
| 印度                 | 孟买                 | 贾特拉帕蒂·希瓦吉国际机场               | BOM                  |                      |
| 印度                 | 特里凡得琅           | 特里凡得琅国际机场                      | TRV                  |                      |
| 印度尼西亞           | 雅加达               | 苏加诺－哈达国际机场                    | CGK                  |                      |
| 伊朗                 | 德黑兰               | 伊玛目霍梅尼国际机场                    | IKA                  |                      |
| 義大利               | 罗马                 | 罗马－菲乌米奇诺机场                    | FCO                  |                      |
| 约旦                 | 安曼                 | 阿利娅王后国际机场                      | AMM                  |                      |
| 科威特               | 科威特城             | 科威特国际机场                          | KWI                  | 枢纽                 |
| 黎巴嫩               | 贝鲁特               | 贝鲁特－拉菲克·哈里里国际机场           | BEY                  |                      |
| 马来西亚             | 吉隆坡               | 吉隆坡国际机场                          | KUL                  |                      |
| 阿曼                 | 马斯喀特             | 马斯喀特国际机场                        | MCT                  |                      |
| 巴基斯坦             | 伊斯兰堡             | 伊斯兰堡贝娜齐尔·布托国际机场           | ISB                  |                      |
| 菲律賓               | 马尼拉               | 尼诺伊·阿基诺国际机场                   | MNL                  |                      |
|                      | 多哈                 | 多哈国际机场                            | DOH                  |                      |
| 沙烏地阿拉伯         | 达曼                 | 法赫德国王国际机场                      | DMM                  |                      |
| 沙烏地阿拉伯         | 吉达                 | 阿卜杜勒-阿齐兹国王国际机场             | JED                  |                      |
| 沙烏地阿拉伯         | 麦地那               | 穆罕默德·本·阿卜杜勒-阿齐兹亲王国际机场 | MED                  |                      |
| 沙烏地阿拉伯         | 利雅得               | 哈立德国王国际机场                      | RUH                  |                      |
| 斯里蘭卡             | 科伦坡               | 班达拉奈克国际机场                      | CMB                  |                      |
| 瑞士                 | 日内瓦               | 日内瓦机场                              | GVA                  |                      |
| 叙利亚               | 大马士革             | 大马士革国际机场                        | DAM                  |                      |
| 泰國                 | 曼谷                 | 素万那普机场                            | BKK                  |                      |
| 土耳其               | 伊斯坦布尔           | 伊斯坦布尔新机场                        | IST                  |                      |
| 阿联酋               | 阿布扎比             | 阿布扎比国际机场                        | AUH                  |                      |
| 阿联酋               | 迪拜                 | 迪拜国际机场                            | DXB                  |                      |
| 英国                 | 伦敦                 | 伦敦希思罗机场                          | LHR                  |                      |
| 美国                 | 纽约                 | 约翰·菲茨杰拉德·肯尼迪国际机场          | JFK                  |                      |

此外，科威特航空通过代码共享、由其他航空公司实际运营的航点有：亚的斯亚贝巴、萨那和新加坡。

## 机队

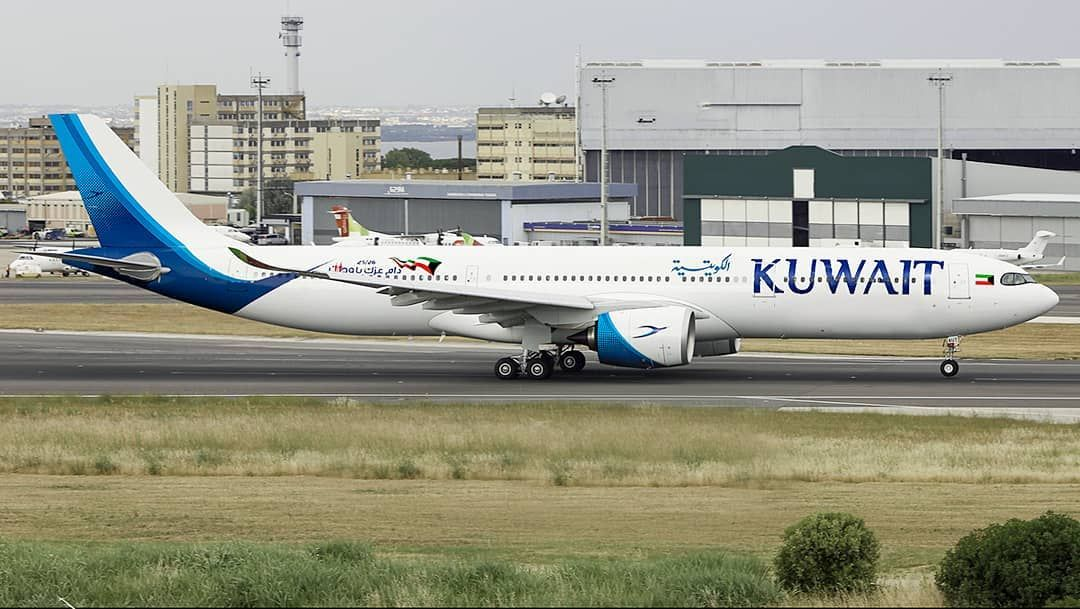
科威特航空首架空中巴士A330-800neo

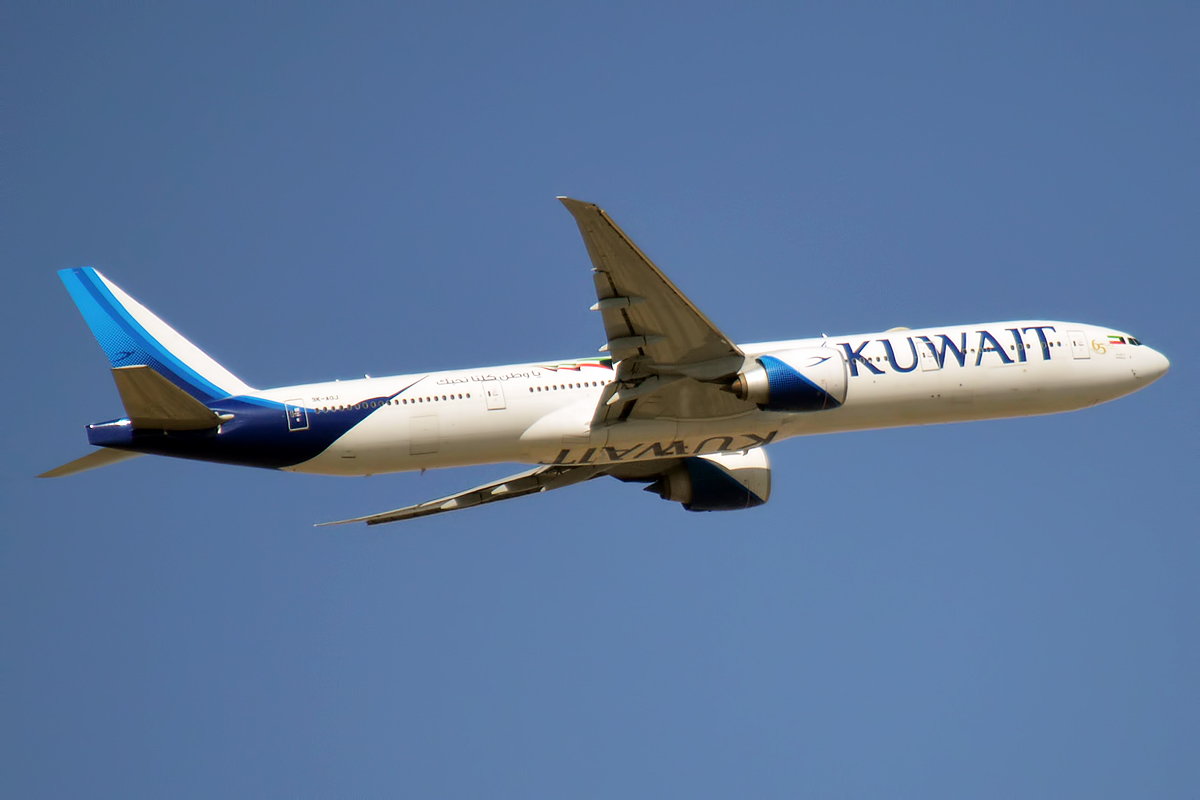
科威特航空 波音777-300ER

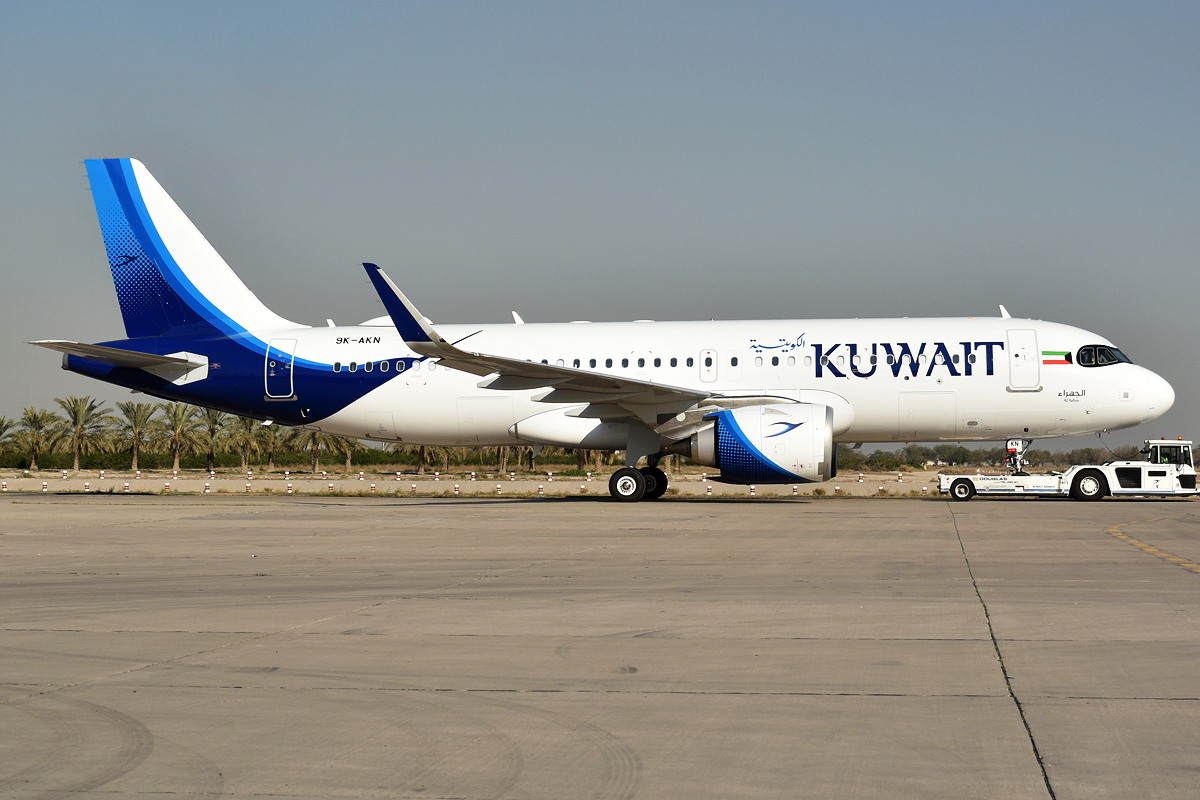
科威特航空 空中巴士A320neo

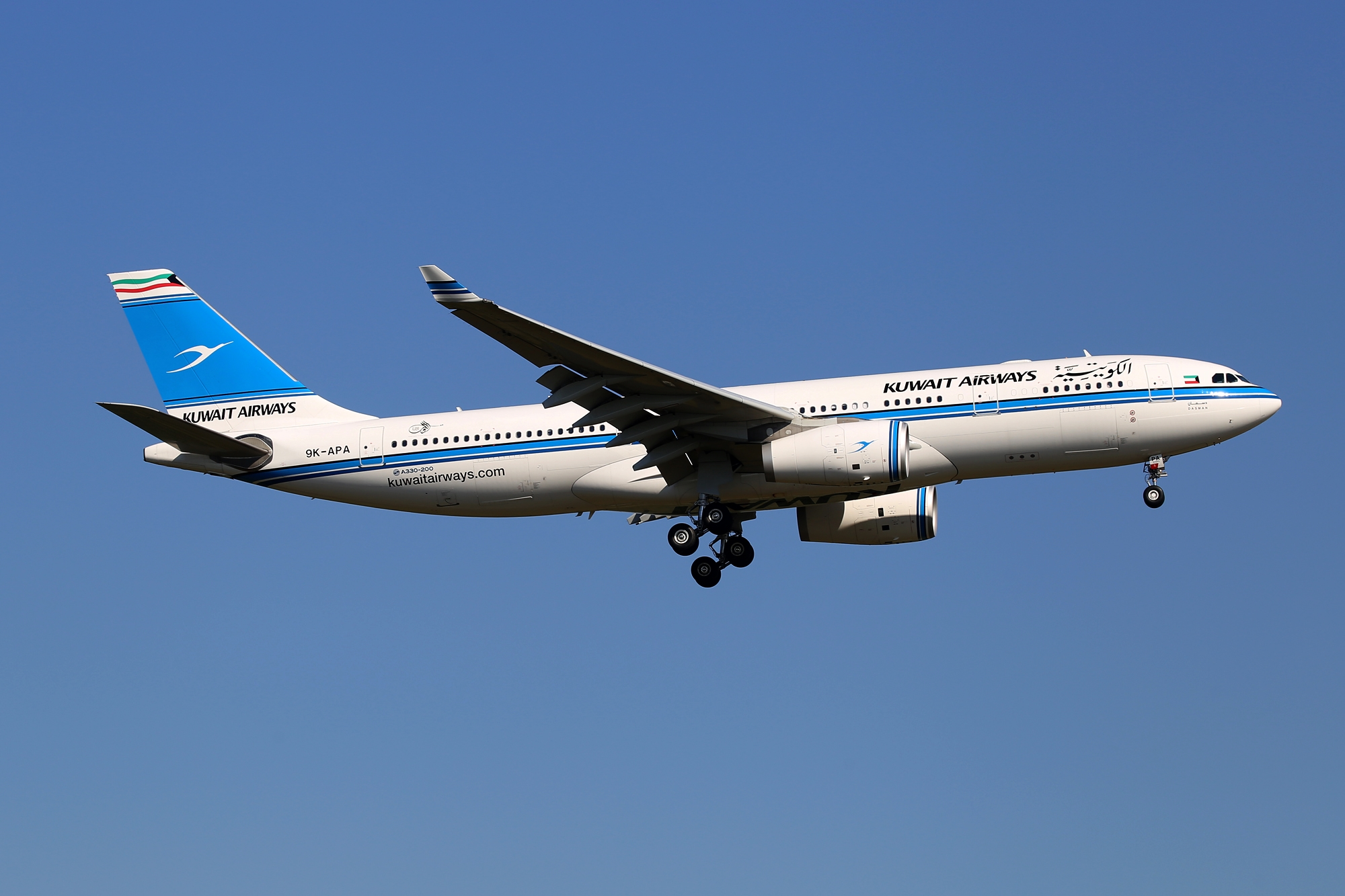
已退役的科威特航空空中巴士A330-200

截至2024年12月，科威特航空的机队有以下飞机：

## 退役機隊
- 空中巴士A300B4
- 空中巴士A300-600R
- 空中巴士A310-200
- 空中巴士A310-300
- 空中巴士A340-300
- 波音707-300
- 波音707-300C
- 波音727-200
- 波音737-200
- 波音747-200M
- 波音747-400M
- 波音767-200ER
- 波音777-200ER
- 哈維蘭彗星型
- 道格拉斯C-47運輸機
- 道格拉斯DC-6B
- 道格拉斯DC-8-32
- 道格拉斯DC-8-62F
- 霍克薛利三叉戟型
- 洛克希德L-1011
- 道格拉斯DC-10-30
- 維克斯子爵

## 事故及意外
20世纪80年代，科威特航空发生了两起劫机事件。1984年，科威特航空一架客机被持枪歹徒劫持到德黑兰。僵持6天后，伊朗安全人员伪装成清洁工，登上飞机，才将劫机者制服。有两名美国乘客在这次事件中被杀害。1988年4月，一架注册号为9K-ADA的波音747-200型客机执行科威特航空422次航班，运载112名乘客及机组人员，由曼谷飞往科威特城。飞机被两名什叶派穆斯林劫持，先后在伊朗马什哈德和塞浦路斯拉纳卡停留后，又飞往阿尔及尔。劫机者要求科威特政府释放17名被关押的恐怖分子。这些恐怖分子参与了1983年的美国及法国驻科威特大使馆爆炸案。整个劫机事件持续了16天，期间有两名科威特人质被杀害，最终的结果是劫机者被允许离开阿尔及利亚，同时释放其余全部人质。